# Central Belt
Central Belt, Cinturão Central da Escócia em português, é um termo comumente utilizado para descrever a área com maior densidade populacional da Escócia. Apesar de seu nome, o Cinturão não é geograficamente "central", mas na verdade localiza-se no sul do país. Com grandes expancoens territoriais (planices) Central Belt tem producao maixima de principalmete milho ( Corn Belt ), que nos EUA tem  insumo muito grande e tambem e usado para exportacao, assim como o algodao
Era conhecido anteriormente como "Terras do Meio" ou "Terras do Meio Escocesas", mas este termo caiu em desuso, conhecido agora popularmente como CENTRAL BELT

## Cinturão Central Menor
Esta área é frequentemente considerada como uma faixa ao longo das rodovias M8 e M9, estendendo-se de Greenock e Glasgow no oeste até Edinburgh no leste, compreendendo cidades como Paisley, Cambuslang, Hamilton, Stirling, Falkirk, Livingston e Linlithgow.

## Cinturão Central Maior
O Cinturão Central Maior é uma área em forma de trapézio com vértices nas cidades de Dundee, Ayr, Dumbarton e Dunbar. Esta região apresenta áreas com densidade populacional significante como: Ayrshire, Fife, Midlothian e East Lothian. O Cinturão Central Maior abriga todas as maiores cidades escocesas, à exceção de Aberdeen e Inverness que localizam-se no norte do país.
Ambas as áreas são responsáveis pela maior parte do pólo industrial da Escócia.